# Campionati europei under 20 di atletica leggera
I Campionati europei under 20 di atletica leggera (in inglese European Athletics U20 Championships) sono una competizione continentale organizzata dalla European Athletic Association, riservata agli atleti della categoria under 20.
La manifestazione ha cadenza biennale e si svolge negli anni dispari. La prima edizione si è tenuta nel 1970 a Parigi, Francia. Fino all'edizione del 2015 erano noti come Campionati europei juniores di atletica leggera (nome ufficiale in inglese European Athletics Junior Championships).

## Edizioni

In verde scuro, le nazioni che hanno ospitato almeno un'edizione dei campionati europei under 20 di atletica leggera. In verde chiaro sono invece evidenziati gli Stati un tempo appartenenti, rispettivamente, all'ex-URSS e all'ex-Jugoslavia

| Edizione | Anno | Città         | Nazione          | Data                  | Impianto                       |
| -------- | ---- | ------------- | ---------------- | --------------------- | ------------------------------ |
| 1        | 1970 | Colombes      | Francia          | 11 - 13 settembre     | Stadio olimpico Yves du Manoir |
| 2        | 1973 | Duisburg      | Germania Ovest   | 24 - 26 agosto        | Wedaustadion                   |
| 3        | 1975 | Atene         | Grecia           | 22 - 24 agosto        | Stadio Karaiskákis             |
| 4        | 1977 | Donec'k       | Unione Sovietica | 19 - 21 agosto        | RSC Olimpiyskiy                |
| 5        | 1979 | Bydgoszcz     | Polonia          | 16 - 19 agosto        | Stadio Zdzisław Krzyszkowiak   |
| 6        | 1981 | Utrecht       | Paesi Bassi      | 20 - 23 agosto        | Atletiekbaan Overvecht         |
| 7        | 1983 | Schwechat     | Austria          | 25 - 28 agosto        | Rudolf-Tonn-Stadion            |
| 8        | 1985 | Cottbus       | Germania Est     | 22 - 25 agosto        | Leichtathletikstadion Cottbus  |
| 9        | 1987 | Birmingham    | Regno Unito      | 6 - 9 agosto          | Alexander Stadium              |
| 10       | 1989 | Varaždin      | Jugoslavia       | 24 - 27 agosto        | Stadion Sloboda                |
| 11       | 1991 | Salonicco     | Grecia           | 8 - 11 agosto         | Ethniko Kaftanzogleio Stadio   |
| 12       | 1993 | San Sebastián | Spagna           | 29 luglio - 1º agosto | Stadio Municipale di Anoeta    |
| 13       | 1995 | Nyíregyháza   | Ungheria         | 27 - 30 luglio        | Városi Stadion                 |
| 14       | 1997 | Lubiana       | Slovenia         | 24 - 27 luglio        | Bežigrad Stadium               |
| 15       | 1999 | Riga          | Lettonia         | 5 - 8 agosto          | Daugava Stadium                |
| 16       | 2001 | Grosseto      | Italia           | 19 - 22 luglio        | Stadio Carlo Zecchini          |
| 17       | 2003 | Tampere       | Finlandia        | 23 - 27 luglio        | Tampereen stadion              |
| 18       | 2005 | Kaunas        | Lituania         | 21 - 24 luglio        | Stadio Darius & Girenas        |
| 19       | 2007 | Hengelo       | Paesi Bassi      | 19 - 22 luglio        | Fanny Blankers-Koen Stadion    |
| 20       | 2009 | Novi Sad      | Serbia           | 23 - 26 luglio        | Karađorđe Stadium              |
| 21       | 2011 | Tallinn       | Estonia          | 21 - 24 luglio        | Kadriorg Stadium               |
| 22       | 2013 | Rieti         | Italia           | 18 - 21 luglio        | Stadio Raul Guidobaldi         |
| 23       | 2015 | Eskilstuna    | Svezia           | 16 - 19 luglio        | Ekängens IP                    |
| 24       | 2017 | Grosseto      | Italia           | 20 - 23 luglio        | Stadio Carlo Zecchini          |
| 25       | 2019 | Borås         | Svezia           | 18 - 21 luglio        | Ryavallen                      |
| 26       | 2021 | Tallinn       | Estonia          | 15 - 18 luglio        | Kadriorg Stadium               |
| 27       | 2023 | Gerusalemme   | Israele          | 7 - 10 agosto         | Givat Ram Stadium              |
| 28       | 2025 | Tampere       | Finlandia        | 7 - 10 agosto         | Tampereen stadion              |
| 29       | 2027 | Bydgoszcz     | Polonia          | -                     | Stadio Zdzisław Krzyszkowiak   |

## Record
Statistiche aggiornate a Gerusalemme 2023.

### Maschili
| 100 m piani                 | 10"04 (+0,2 m/s) | Christophe Lemaitre                                       | Francia                                  | 24 luglio 2009 | Novi Sad, Serbia           |                    |        |             |         |
| 200 m piani                 | 20"33 (-0,1 m/s) | Ramil Guliyev                                             | Azerbaigian                              | 25 luglio 2009 | Schwechat, Austria         |                    |        |             |         |
| 400 m piani                 | 45"36 | Roger Black                                               | Gran Bretagna                            | 24 agosto 1985 | Cottbus, Germania Est      |                    |        |             |         |
| 800 m piani                 | 1'45"90 | Roberto Parra                                             | Spagna                                   | 29 luglio 1995 | Nyíregyháza, Ungheria      |                    |        |             |         |
| 1 500 m piani               | 3'38"96 | Graham Williamson                                         | Gran Bretagna                            | 16 agosto 1979 | Bydgoszcz, Polonia         |                    |        |             |         |
| 5 000 m piani               | 13'44"37 | Steve Binns                                               | Gran Bretagna                            | 18 agosto 1979 | Bydgoszcz, Polonia         |                    |        |             |         |
| 10 000 m piani              | 28'31"16 | Ali Kaya                                                  | Turchia                                  | 18 luglio 2013 | Rieti, Italia              |                    |        |             |         |
| 110 m ostacoli (99,0 cm)    | 13"05 (+0,2 m/s) | Sasha Zhoya                                               | Francia                                  | 17 luglio 2021 | Tallinn, Estonia           |                    |        |             |         |
| 400 m ostacoli              | 49"23 | Timofey Chalyy                                            | Russia                                   | 21 luglio 2013 | Rieti, Italia              |                    |        |             |         |
| 3 000 m siepi               | 8'37"94 | Ilgizar Safiullin                                         | Russia                                   | 24 luglio 2011 | Tallinn, Estonia           |                    |        |             |         |
| Salto in alto               | 2,33 m | Maksim Nedasekaŭ                                          | Bielorussia                              | 22 luglio 2017 | Grosseto, Italia           |                    |        |             |         |
| Salto con l'asta            | 5,65 m | Armand Duplantis                                          | Svezia                                   | 23 luglio 2017 | Grosseto, Italia           |                    |        |             |         |
| Salto in lungo              | 8,23 m (-0,2 m/s) | Mattia Furlani                                            | Italia                                   | 8 agosto 2023  | Gerusalemme, Israele       |                    |        |             |         |
| Salto triplo                | 17,04 m (+1,5 m/s) | Nazim Babayev                                             | Azerbaigian                              | 19 luglio 2015 | Eskilstuna, Svezia         |                    |        |             |         |
| Getto del peso (6 kg)       | 22,62 m | Konrad Bukowiecki                                         | Polonia                                  | 16 luglio 2015 | Eskilstuna, Svezia         |                    |        |             |         |
| Lancio del disco (1,750 kg) | 68,02 m | Bartłomiej Stój                                           | Polonia                                  | 19 luglio 2015 | Eskilstuna, Svezia         |                    |        |             |         |
| Lancio del martello (6 kg)  | 84,73 m | Mychajlo Kochan                                           | Ucraina                                  | 19 luglio 2019 | Borås, Svezia              |                    |        |             |         |
| Lancio del giavellotto      | 81,53 m | Zigismunds Sirmais                                        | Lettonia                                 | 23 luglio 2011 | Tallinn, Estonia           |                    |        |             |         |
| Decathlon (under 20)        | 8 435 punti | Niklas Kaul                                               | Germania                                 | 23 luglio 2017 | Grosseto, Italia           |                    |        |             |         |
| Decathlon (under 20)        | \| 100 m (v.) \| Lungo (v.) \| Peso \| Alto \| 400 m \| 110 m hs (v.) \| Disco \| Asta \| Giavellotto \| 1500 m \| \| ---------------- \| ----------------- \| -------------- \| ------ \| ----- \| -------------------------- \| ------------------ \| ------ \| ----------- \| ------- \| \| 11"48 (-1,3 m/s) \| 7,20 m (+1,6 m/s) \| 15,37 m (6 kg) \| 2,05 m \| 48"42 \| 14"55 (-0,2 m/s) (99,0 cm) \| 48,49 m (1,750 kg) \| 4,70 m \| 68,05 m \| 4'15"52 \| |                                                           |                                          |                |                            |                    |        |             |         |
| Marcia 10 000 m             | 39'28"45 | Andrey Ruzavin                                            | Russia                                   | 23 luglio 2005 | Kaunas, Lituania           |                    |        |             |         |
| Staffetta 4×100 m           | 39"24 | Dwayne Grant Mark Lewis-Francis Tim Benjamin Tyrone Edgar | Gran Bretagna Squadra nazionale under 20 | 22 luglio 2001 | Grosseto, Italia           |                    |        |             |         |
| Staffetta 4×400 m           | 3'04"58 | Uwe Preusche Eckhard Trylus Frank Löper Jens Carlowitz    | Germania Est Squadra nazionale under 20  | 23 agosto 1981 | Utrecht, Paesi Bassi       |                    |        |             |         |
| 100 m (v.)                  | Lungo (v.) | Peso                                                      | Alto                                     | 400 m          | 110 m hs (v.)              | Disco              | Asta   | Giavellotto | 1500 m  |
| 11"48 (-1,3 m/s)            | 7,20 m (+1,6 m/s) | 15,37 m (6 kg)                                            | 2,05 m                                   | 48"42          | 14"55 (-0,2 m/s) (99,0 cm) | 48,49 m (1,750 kg) | 4,70 m | 68,05 m     | 4'15"52 |

### Femminili
| Specialità             | Prestazione | Atleta                                                        | Nazione                                 | Data           | Luogo                      |         |
| ---------------------- | --- | ------------------------------------------------------------- | --------------------------------------- | -------------- | -------------------------- | ------- |
| 100 m piani            | 11"18 (+0,5 m/s) | Jodie Williams                                                | Gran Bretagna                           | 22 luglio 2011 | Tallinn, Estonia           |         |
| 200 m piani            | 22"85 (+0,6 m/s) | Bärbel Eckert                                                 | Germania Est                            | 26 agosto 1973 | Duisburg, Germania Est     |         |
| 400 m piani            | 51"27 | Christina Brehmer                                             | Germania Est                            | 23 agosto 1975 | Atene, Grecia              |         |
| 800 m piani            | 2'00"25 | Katrin Wühn                                                   | Germania Est                            | 27 agosto 1983 | Schwechat, Austria         |         |
| 1 500 m piani          | 4'07"47 | Inger Knutsson                                                | Svezia                                  | 26 agosto 1973 | Duisburg, Germania Est     |         |
| 5 000 m piani          | 15'03"85 | Agate Caune                                                   | Lettonia                                | 10 agosto 2023 | Gerusalemme, Israele       |         |
| 100 m ostacoli         | 13"01 (+0,4 m/s) | Ditaji Kambundji                                              | Svizzera                                | 16 luglio 2021 | Tallinn, Estonia           |         |
| 400 m ostacoli         | 55"89 | Zuzana Hejnová                                                | Rep. Ceca                               | 23 luglio 2005 | Kaunas, Lituania           |         |
| 400 m ostacoli         | 55"89 | Yekaterina Kostetskaya                                        | Russia                                  | 23 luglio 2005 | Kaunas, Lituania           |         |
| 3 000 m siepi          | 9'43"69 | Karoline Bjerkeli Grøvdal                                     | Norvegia                                | 25 luglio 2009 | Novi Sad, Serbia           |         |
| Salto in alto          | 1,95 m | Elena Elesina                                                 | Unione Sovietica                        | 27 agosto 1989 | Varaždin, Croazia          |         |
| Salto in alto          | 1,95 m | Marija Kučina                                                 | Russia                                  | 24 luglio 2011 | Tallinn, Estonia           |         |
| Salto con l'asta       | 4,57 m | Angelica Bengtsson                                            | Svezia                                  | 23 luglio 2011 | Tallinn, Estonia           |         |
| Salto in lungo         | 6,80 m (+0,3 m/s) | Dar'ja Klišina                                                | Russia                                  | 24 luglio 2009 | Novi Sad, Serbia           |         |
| Salto triplo           | 14,12 m (+0,8 m/s) | Anastasiya Ilyina                                             | Russia                                  | 20 luglio 2001 | Grosseto, Italia           |         |
| Getto del peso         | 19,53 m | Astrid Kumbernuss                                             | Germania Est                            | 25 agosto 1989 | Varaždin, Croazia          |         |
| Lancio del disco       | 70,58 m | Ilke Wyludda                                                  | Germania Est                            | 8 agosto 1987  | Birmingham, Regno Unito    |         |
| Lancio del martello    | 71,06 m | Silja Kosonen                                                 | Finlandia                               | 17 luglio 2021 | Tallinn, Estonia           |         |
| Lancio del giavellotto | 61,52 m | Nikolett Szabó                                                | Ungheria                                | 8 agosto 1999  | Riga, Lettonia             |         |
| Eptathlon              | 6 465 punti | Sibylle Thiele                                                | Germania Est                            | 28 agosto 1983 | Schwechat, Austria         |         |
| Eptathlon              | \| 100 m hs (v.) \| Alto \| Peso \| 200 m (v.) \| Lungo (v.) \| Giavellotto \| 800 m \| \| ------------- \| ------ \| ------- \| ---------- \| ---------- \| -------------------------- \| ------- \| \| 13"49 \| 1,90 m \| 14,63 m \| 24"07 \| 6,65 m \| 36,22 m (vecchio attrezzo) \| 2'18"36 \| |                                                               |                                         |                |                            |         |
| Marcia 10 000 m        | 42'59"48 | Elena Lašmanova                                               | Russia                                  | 21 luglio 2011 | Tallinn, Estonia           |         |
| Staffetta 4×100 m      | 43"27 | Katrin Fehm Keshia Kwadwo Sophia Junk Jennifer Montag         | Germania Squadra nazionale under 20     | 23 luglio 2017 | Grosseto, Italia           |         |
| Staffetta 4×400 m      | 3'30"39 | Cornelia Feuerbach Carola Witzel Ines Vogelgesang Heike Böhme | Germania Est Squadra nazionale under 20 | 23 agosto 1981 | Utrecht, Paesi Bassi       |         |
| 100 m hs (v.)          | Alto | Peso                                                          | 200 m (v.)                              | Lungo (v.)     | Giavellotto                | 800 m   |
| 13"49                  | 1,90 m | 14,63 m                                                       | 24"07                                   | 6,65 m         | 36,22 m (vecchio attrezzo) | 2'18"36 |

## Medagliere
Statistiche aggiornate a Gerusalemme 2023.
| Posizione | Paese                       | Oro  | Argento | Bronzo | Totale |
| --------- | --------------------------- | ---- | ------- | ------ | ------ |
| 1         | Germania Est                | 148  | 91      | 62     | 301    |
| 2         | Gran Bretagna               | 135  | 102     | 122    | 359    |
| 3         | Germania                    | 103  | 99      | 101    | 303    |
| 4         | Unione Sovietica            | 84   | 102     | 90     | 276    |
| 5         | Russia                      | 80   | 77      | 61     | 218    |
| 6         | Francia                     | 56   | 70      | 82     | 208    |
| 7         | Polonia                     | 53   | 61      | 62     | 176    |
| 8         | Romania                     | 37   | 40      | 30     | 107    |
| 9         | Italia                      | 35   | 42      | 63     | 140    |
| 10        | Spagna                      | 32   | 26      | 48     | 106    |
| 11        | Germania Ovest              | 31   | 47      | 43     | 121    |
| 12        | Ucraina                     | 30   | 21      | 24     | 75     |
| 13        | Svezia                      | 29   | 22      | 24     | 75     |
| 14        | Finlandia                   | 28   | 32      | 33     | 93     |
| 15        | Paesi Bassi                 | 22   | 28      | 22     | 72     |
| 16        | Turchia                     | 17   | 18      | 15     | 50     |
| 17        | Bielorussia                 | 16   | 25      | 21     | 62     |
| 18        | Ungheria                    | 16   | 24      | 22     | 62     |
| 19        | Rep. Ceca                   | 16   | 15      | 16     | 47     |
| 20        | Bulgaria                    | 15   | 26      | 25     | 66     |
| 21        | Belgio                      | 15   | 15      | 17     | 47     |
| 22        | Svizzera                    | 13   | 13      | 13     | 39     |
| 23        | Norvegia                    | 11   | 18      | 10     | 39     |
| 24        | Croazia                     | 9    | 8       | 8      | 25     |
| 25        | Irlanda                     | 9    | 8       | 7      | 24     |
| 26        | Grecia                      | 8    | 11      | 12     | 31     |
| 27        | Lettonia                    | 8    | 8       | 8      | 24     |
| 28        | Portogallo                  | 7    | 8       | 7      | 22     |
| 29        | Cecoslovacchia              | 7    | 5       | 11     | 23     |
| 30        | Serbia                      | 6    | 6       | 2      | 14     |
| 31        | Atleti Neutrali Autorizzati | 6    | 3       | 3      | 12     |
| 32        | Danimarca                   | 5    | 6       | 9      | 20     |
| 33        | Estonia                     | 5    | 2       | 7      | 14     |
| 34        | Austria                     | 4    | 5       | 10     | 19     |
| 35        | Azerbaigian                 | 4    | 4       | 1      | 9      |
| 36        | Slovenia                    | 3    | 6       | 2      | 11     |
| 37        | Jugoslavia                  | 2    | 8       | 7      | 17     |
| 38        | Lituania                    | 2    | 4       | 1      | 7      |
| 39        | Cipro                       | 2    | 2       | 1      | 5      |
| 40        | Slovacchia                  | 1    | 3       | 6      | 10     |
| 41        | Islanda                     | 1    | 1       | 2      | 4      |
| 42        | Moldavia                    | 1    | 1       | 1      | 3      |
| 43        | Israele                     | 1    | 0       | 1      | 2      |
| 44        | Armenia                     | 1    | 0       | 0      | 1      |
| 44        | Bosnia ed Erzegovina        | 1    | 0       | 0      | 1      |
| 44        | Kosovo                      | 1    | 0       | 0      | 1      |
| 47        | Montenegro                  | 0    | 2       | 1      | 3      |
| 48        | Albania                     | 0    | 2       | 0      | 2      |
| 49        | Serbia e Montenegro         | 0    | 1       | 1      | 2      |
| 50        | Lussemburgo                 | 0    | 1       | 0      | 1      |
|           | Totale                      | 1116 | 1119    | 1114   | 3349   |